# 彼得羅-米哈伊利夫卡
48°3′33″N 35°13′35″E / 48.05917°N 35.22639°E
彼得罗-米哈伊利夫卡（烏克蘭語：Петро-Михайлівка），是烏克蘭東南部扎波羅熱州扎波羅熱區彼得罗-米哈伊利夫卡市镇的村落及行政中心。始建於1877年，面積2.12平方公里，2025年人口1,351，人口密度每平方公里708.2人。